# Джарвис (остров)
Остров Джарвис (на английски: Jarvis Island) е малък остров в централната част на Тихия океан, в състава на Малките далечни острови на САЩ.
Той е на около еднакво разстояние от Хаваите и островите Кук. Островът е ненаселен. Достъпът до него е позволен само със специално разрешение и основно за учени. Посещава се редовно от бреговата охрана на САЩ
Управляван е от Службата за лов и риболов на САЩ (United States Fish and Wildlife Service). Площта му е 4,5 km².
Открит е на 21 август 1821 г. от британски кораб, но от 27 февруари 1858 г. е анексиран от САЩ.